# Jose Garcia Villa

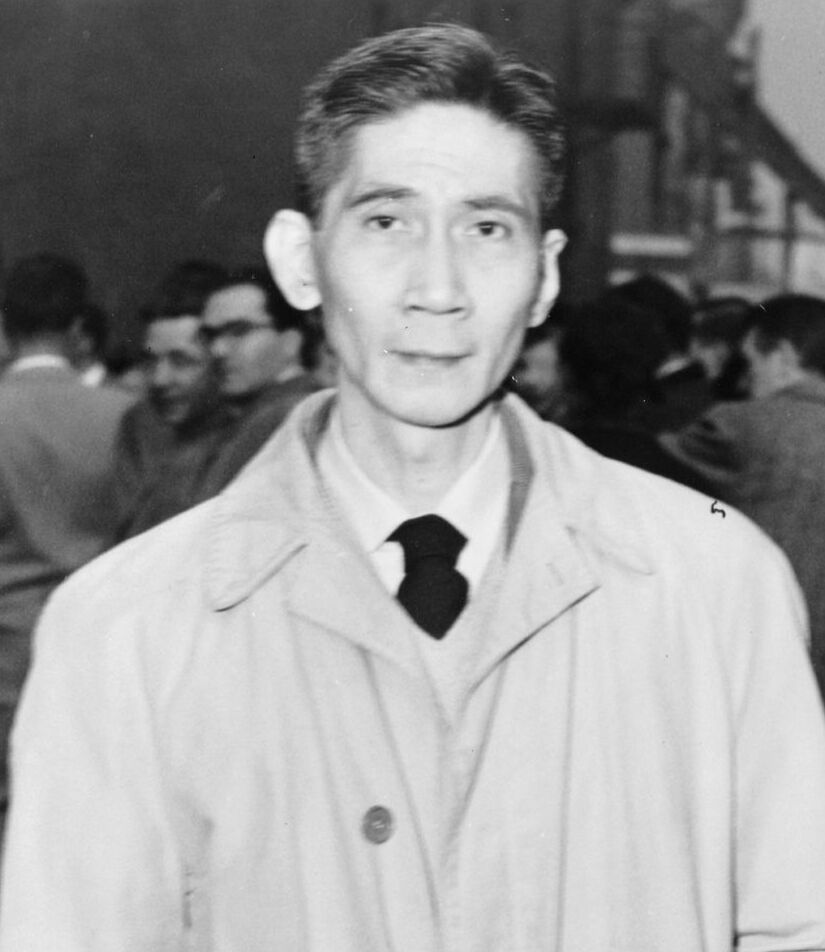
Jose Garcia Villa (1953)

Jose Garcia Villa (Manilla, 5 augustus 1908 - New York, 7 februari 1997) was een Filipijns dichter en schrijver. Hij introduceerde het "omgekeerde consonantie rijmschema" en stond ook bekend om zijn excessieve gebruik van leestekens, en met name komma's. Hij werd daarom wel de kommadichter genoemd. Verder stond hij bekend om zijn bitse schrijfstijl. Garcia Villa wordt beschouwd als een van de grote Filipijnse dichters en werd in 1973 benoemd tot nationaal kunstenaar van de Filipijnen.

## Biografie
Jose Garcia Villa werd geboren op 5 augustus 1908 in het district Singalong in de Filipijnse hoofdstad Manilla. Zijn ouders waren Simeon Villa, arts van onder andere Emilio Aguinaldo, en Guia Garcia, een welgestelde landeigenaresse. Hij zijn middelbareschoolopleiding aan de University of the Philippines (UP) begon hij in 1925 aan de vooropleiding medicijnen aan dezelfde onderwijsinstelling. Na enige tijd veranderde hij van studie en begon aan een vooropleiding rechten. Ook deze studie maakte hij echter niet af. In plaats daarvan schreef hij gedichten en korte verhalen
In 1929 publiceerde hij 'Man Songs', een serie erotische gedichten. Het bestuur van de UP vond deze gedichten te ver gaan en stuurde hem van school. Bovendien werd Garcia Villa door een rechtbank in Manilla beboet wegens obsceniteit. In hetzelfde jaar werd hij 'Mir-I-Nisa', door Philippine Free Press magazine uitgekozen tot beste Filipijnse korte verhaal van het jaar. Met de geldprijs die hij won emigreerde hij naar de Verenigde Staten. Hij schreef zich in aan de Universiy of New Mexico en was daar een van oprichters en redacteuren van Clay Magazine, een literair tijdschrift waarin vele bekende Amerikaanse schrijvers hun eerste werk publiceerden. Na het behalen van zijn bachelor-diploma begon hij nog aan een vervolgopleiding aan Columbia University.
Rond die tijd verscheen er steeds meer werk van Garcia Villa, zo publiceerde hij onder andere de verhalenbundel 'Footnote to Youth' (1933) en de gedichtenbundels 'Many Voices' (1939) en 'Poems' (1941), 'Have Come, Am Here' (1941) en 'Volume Two' (1949). In 'Have Come, Am Here' introduceerde hij een nieuw rijmschema dat hij het" omgekeerde consonantie rijmschema" noemde. In Volume Two publiceerde hij zogenaamde kommagedichten, waar hij na elke woord komma's plaatste
Van 1949 tot 1951 was Garcia Villa hoofdredacteur bij New Directions Publishing in New York. Daarna was hij van 1952 tot 1960 directeur van de dicht workshop van het City College. Na deze periode gaf hij van 1964 tot 1973 les aan The New School for Social Research. Ook gaf hij dicht workshops in zijn appartement. Tevens hij cultureel attaché bij de Filipijnse missie bij de Verenigde Naties. Vanaf 1968 was hij bovendien cultureel adviseur van de Filipijnse president.
Jose Garcia Villa werd op 5 februari 1997 in coma aangetroffen in zijn appartement in New York. Twee dagen later overleed hij op 88-jarige leeftijd in St. Vicent Hospital in Greenwich Village en werd begraven op St. John's Cemetary in New York. Garcia Villa trouwde in 1946 met Rosemarie Lamb en kreeg met haar twee zonen. Tien jaar na hun trouwerij werd hun huwelijk nietig verklaard.